# علم مانيتوبا

علم مقاطعة مانيتوبا

اعتُمد علم مقاطعة مانيتوبا رسمياً في يوم 12 أيار - مايو من سنة 1966.